# Всеросійський союз євреїв-воїнів
Всеросійський союз євреїв-воїнів (Загальна федерація єврейських солдатів у Росії; 1917—1919) — організація ветеранів Першої світової війни у Російській імперії, євреїв за національністю.

## Історія
Установчий 1-й з'їзд Всеросійського союзу євреїв-воїнів відбувся 10-15 жовтня 1917 р. у Києві під головуванням Й. Трумпельдора. Головою Всеросійського союзу євреїв-воїнів було обрано І. Гоголя. На з'їзді також було ухвалено рішення про створення Загальної федерації єврейської самооборони, що об'єднала загони самооборони євреїв у Москві, Петрограді, Києві, Одесі та інших містах.
Одночасно Мойсей Зільберфарб, віцесекретар з єврейських справ у Секретаріаті з національних питань у Генеральному Секретаріаті уряду УНР, рекомендував євреям вступати в загони місцевої цивільної самооборони — створені в Україні навесні-влітку 1917 р. загони вільного козацтва. Ці загони, де спочатку були і євреї, запобігли ряду погромів, але вже в листопаді-грудні 1917 року «вільні козаки» самі стали активними погромниками — відомо про їхню участь у погромах у Каневі, Таращі, Прилуках. Під керівництвом М. Ковенка «вільні козаки» 20 січня 1918 р. розгромили штаб-квартиру Всеросійського союзу євреїв-воїнів у Києві, а голову союзу євреїв-воїнів — І. Гоголя та його заступника Боярського вбили.